# Каменный Брод (Черкасская область)
Ка́менный Брод (укр. Кам'яни́й Брід) — село в Лысянском районе Черкасской области Украины.
Население по переписи 2001 года составляло 1021 человек. Почтовый индекс — 19331. Телефонный код — 4749.

## Местный совет
19331, Черкасская обл., Лысянский р-н, с. Каменный Брод, ул. Дружбы, 76а